# 田英夫
田 英夫（でん ひでお、1923年（大正12年）6月9日 - 2009年（平成21年）11月13日）は、日本のジャーナリスト、政治家。従三位勲一等。参議院議員を務めた。

## 人物・来歴

### 生い立ち
貴族院勅選議員や台湾総督を務めた男爵・田健治郎の次男である田誠（鉄道省国際観光局長や華中鉄道副総裁を歴任）の次男として、東京で生まれる。政治家の田艇吉は大伯父、江戸時代の女流歌人・田捨女は先祖にあたる。
旧制学習院高等科を卒業した年1943年（昭和18年）の東京帝国大学入学直後、学徒出陣で海軍に入隊。海軍兵科第4期予備学生を経て、第16震洋特別攻撃隊艇隊長として宮崎県の赤水で訓練を重ねていたが、出撃命令が下る前、海軍中尉で終戦を迎え復員した。

### ジャーナリストとして
1947年（昭和22年）、大学卒業後、共同通信社に入社。社会部、政治部（東京裁判等の取材にあたる）、運動部を経て、56年の第一次南極観測隊の越冬報道部員を経験。さらに科学部、社会部長、文化部長を歴任する。
JNNニュースコープ初代キャスター
TBSが、1962年（昭和37年）10月から、アメリカCBSのウォルター・クロンカイトのニュース番組などを参考に、「日本にもキャスターニュースを導入しよう」という基本構想のもとスタートする『JNNニュースコープ』の初代キャスターに、新聞記者、学者など20人以上の候補の中から、読売新聞出身の戸川猪佐武とともに選ばれた。「"ニュース番組を作るので相談に乗ってください"とTBSの喫茶室に呼ばれましてね。で、当時ニュース課長だった宿谷礼一君らスタッフと話しているうちに、"ちょっとスタジオへ"なんて連れていかれて、いきなりカメラテストをやらされました。結局、僕と読売新聞にいた戸川猪佐武君が選ばれ、日本で初めてニュースキャスターという肩書を使うことになったんですよ」と田は回想している。
田と戸川によるキャスター・ニュースの登場は、日本の視聴者にとってきわめて新鮮だった。「皆さんこんばんは!!田英夫です。」というキーワードで喋り出すと、いきなりワンショットの田のにこやかな顔が画面いっぱいに広がる。とくに、NHKの無表情なアナウンサーの姿に対抗するため、TBSはできる限り人間味、感情を出し、大勢の人間を相手にしているのではなく、お茶の間の4、5人のなかに溶け込むような演出を工夫した。月、水、金は田。火、木、土は戸川の担当だったが、特にスマートで語り口のやわらかな田の人気はすごく、東京で10数パーセント、九州地区では60パーセントを超す視聴率を獲得した。
ニュースコープのスタートは、TBSを一挙に"報道のTBS"へと飛躍させていくきっかけとなるが、"報道のTBS"と言われたもうひとつの柱は、ドキュメント番組だった。TBSは、もともとラジオ局としてスタートしているため、新入社員はまずラジオ局に配属されるケースが多かった。そして、当時のラジオ東京（TBSラジオ）は、ドキュメント構成の番組に力を入れ、その新しい手法の開発に熱心だった。そうしたラジオ・ドキュメントの伝統と雰囲気が、そのままテレビ報道のドキュメント部門にも自然と持ち込まれた。TBSでドキュメント映像に情熱をもって取り組んだのは、萩元晴彦、宝官正章、村木良彦らで、女性のドキュメンタリストとしては新井和子、吉永春子、堂本暁子らが続いた。しかし、前衛的、先駆的な試みは、一方で、"反体制"的と受けとめられるケースが多く、スポンサーや政府・自民党筋から有形、無形の圧力を加えられることともなった。とくに共産党の機関紙『赤旗』が、TBS側が頼まないのにこうしたドキュメントを取り上げ評価したため、まだVTRがなく、実際に放送を見ていなかった自民党議員まで刺激する結果ともなった。そんななかで、反体制番組として象徴的にヤリ玉にあげられたのが、萩元・村木らが中心となって作った『ハノイ・田英夫の証言』と、宝官らが取材した『成田24時』だった。
『ハノイ・田英夫の証言』は、西側のテレビ局として初めて田が北ベトナムに入り、リポートした貴重な映像ドキュメントだった。明るい市民の表情に感動した視聴者からは手紙が殺到した。「許可に1年くらいかかったものの、結局、67年7月から1ヶ月近く取材できた。行ってみると、やはり日頃の報道の違っているところが多く、北爆を受けながら士気衰えず戦っているし、アメリカの敗色が感じられる。フィルムはウソを言いませんからね。それだけに反響も大きかったのですが、自民党筋からの抗議もすごかったんです」と田は語る。それでも社長の今道潤三は、「報道機関ならニュースのあるところに人を派遣するのは当然だ。あれは私が命じてやったことだ」と頑張った。そうしたTBSの報道に、さらに決定的な打撃となったのが、報道制作部のドキュメンタリーで、宝官と大原れいこが制作した『成田24時』だった。
1968年（昭和43年）3月26日、田は今道に呼び出され、5階の社長室に赴くと今道はいきなりキャスター降板を要請した。「田君。申し訳ないが、明日27日でニュースコープをやめてもらえないか。オレはずうっと言論の自由の灯を消しちゃいかんと言ってきたけれども、残念ながらこの状況になると、TBS自体が危ないと言わざるを得なくなってきた。君、ひとつ、TBSのことを思ってがまんしてくれないかな」今道の思い詰めたような口ぶりを聞いて、田は、あらためてTBSの追い詰められた事情を察し、あえて細かく理由を聞くこともなく、「わかりました」と降板を了承した。翌27日、田はいつもの通り、淡々とニュースコープのキャスターを務めた。報道局内には、田にとって、キャスター最後の日になるのだから、番組終了前に何かコメントするなり、政府の圧力に抗議して締めくくるなりすべきだ、という意見もあった。しかし、田は今道の心情を慮って、「今日でやめます」とも言わなかった。ただ、いつもなら、「皆さん、それではまたあした」と言うところを、「それでは皆さん、さようなら」と、ひと言変えることだけで、万感の思いを込めた。翌日に朝刊には、「昨年秋から、疲れていたのでやめたいと上層部に申し出ていた」（朝日新聞）と田の談話が載り、見出しには「田氏、キャスター辞任。"疲れた"を理由に」と報じられた。今道は、キャスターを辞任した田に報道制作部長のポストを用意し、田は1970年（昭和45年）までTBSに籍を置いた。
田の北ベトナム報道、萩元らの社会派ドキュメント、そして成田事件、これらが重なり、TBS内に発生した怒涛のような闘争は、民放史上最大のTBS闘争として盛り上がるのだが、その終焉は同時に、"報道のTBS"が大きな挫折を味わう転機ともなった。田の降板は、報道姿勢そのものを反米的と見なした田中角栄自由民主党幹事長、橋本登美三郎などが、今道らを党本部に呼んでTBS首脳部に圧力をかけたからだとされ、放送の許認可をちらつかせる自民党幹部に屈するかのように局上層部は田の降板と現場の人事異動を断行、配置転換を拒んだ萩元、村木、宝官それに今野勉ら13人が集団退社し、アルバイトADも含めて25人でテレビマンユニオン設立という事態になった。

### 政治活動
1971年（昭和46年）6月、日本社会党から第9回参院選の全国区に立候補して192万票を獲得し、トップ当選した（いわゆるタレント候補）。
当選間もないころ、通商産業大臣を務めていた田中角栄のもとを陳情で訪れた際に封筒を持たされ、その中身は100万円の裏金だったことを、後にオフレコ扱いで政治評論家の岩見隆夫に告白した。岩見は田の死後、その事実を発表した。
1972年（昭和47年）に発生したあさま山荘事件の直後に連合赤軍について述べ、「赤軍派を非難する声があるが、幕末明治維新を御覧なさい。正義のための殺人もあれば暗殺もある。水戸の天狗党は維新に先駆けて決起し結局幕府のために死刑になったが、全ては歴史が審判する」と擁護する発言を行った。四面楚歌の連合赤軍をかばったのは、若松孝二、竹中労と田ぐらいだった。
社会党時代は穏健な社会民主主義者として知られ、向坂逸郎の社会主義協会とは激しく対立し、横路孝弘らとともに「新しい流れの会」を結成し、党改革を目指していたが、1977年（昭和52年）に党改革が不十分であることを理由に離党。その後、除名された。

#### 社民連時代
1978年（昭和53年）3月、西欧型の社会民主主義路線を掲げる社会民主連合を結成し、初代代表となった。 83年、横路孝弘、八代英太らと共にMPD・平和と民主運動の呼びかけ人となり、事実上の中心人物でもあった。
リベラル政党の新自由クラブや田川誠一代表の進歩党と統一会派・新自由クラブ民主連合や進歩民主連合を結成。新自由クラブ民主連合では、比例区の名簿も共同で出した。1991年（平成3年）の東京都知事選では、長年対立してきた東京都知事鈴木俊一を自公民相乗り候補となった磯村尚徳の対抗馬として支持・支援した。

#### 金大中元大統領候補を支援
韓国のリベラル派、金大中を長年支援し、朴軍事独裁政権から激しい弾圧を受けていた金を、田は懸命に支援していた。

#### 民主カンプチア支援
1980年（昭和55年）4月に発足した｢カンボジア救援センター｣の事務局長に就任、8月には民主カンプチアの支配地域に入り、キュー・サムファン首相と会談した。その際、キュー・サムファン首相が語ったことばをそのまま信用し、「（ポル・ポト派による）大虐殺はベトナムの宣伝に過ぎない」と主張していた。

#### 辛光洙釈放署名
1989年（平成元年）7月、在日韓国人政治犯釈放の要望書に署名した。この中には当時から拉致事件容疑者として韓国で逮捕され、日本でも報道されていた北朝鮮による日本人拉致問題の容疑者が含まれていた（辛光洙の項目参照）。田の求めで、菅直人（後の第94代内閣総理大臣）・千葉景子（後の第83・84代法務大臣）・江田五月（後の第87代法務大臣）もこの釈放署名要望書に署名した。

#### 社民連解党後から社民党入党まで
1994年（平成6年）、國弘正雄や翫正敏、三石久江ら小選挙区制に反対する社会党参院議員と共同で院内会派「護憲リベラルの会」を結成し、9月22日、新党護憲リベラルを結党した。その間、反小沢一郎色を強めていく。6月発足の自社さ連立政権についてはいち早く支持を表明した。さらには社会党最左派と言われた伊東秀子を95年の北海道知事選挙に自民党推薦で擁立したりもした。これらの行動は彼とさまざまな社会運動を共にしてきた支持者・支援者からは裏切りとも取られ、東京都議会議員下元孝子は、代表を務めていた大衆党を離党、護憲リベラルは「平和・市民」と憲法みどり農の連帯に分裂するなど、数々の対立・分断の原因ともなった。95年の参院選後、「平和・市民」は解党。田は椎名素夫らと院内会派「参議院フォーラム」を結成する。

#### 社会民主党時代
1997年（平成9年）に社会党の後身である社民党に入党し、党外交・防衛部会長を務め、民主党の成立後は、左派色を前面に出して活動した。98年の第18回参院選に福島瑞穂が立候補した（結果、当選）際、『瑞穂はやっぱり社民党』というキャッチコピーを考え、99年8月には国旗・国歌法に反対した。
2001年（平成13年）第19回参院選では、戦争に対する危惧から、以前より表明していた引退を撤回して比例代表区（社会民主党）から出馬するも落選する。しかし田嶋陽子の議員辞職に伴って、03年4月に繰り上げ当選となり、6期目を務めることになった。同年の静岡空港建設反対の国会議員署名活動で署名者に加わっている。
2004年（平成16年）の年金国会においては、本会議における年金法案の採決阻止を目的として与党出身者を議長職から退かせた場合に、最年長議員が仮議長を務める国会の慣例として名前が浮上していた。しかし副議長の散会宣言に同調して再出席しなかったこともあるが、最年長議員が仮議長に就任する慣例がないと参院事務局から見解を出されて、仮議長には就任できなかった。
2005年（平成17年）3月、脳内出血を患い、4月からは療養のために国会に登院していなかったが、8月には郵政国会において政局となった郵政法案の賛成派と反対派が拮抗し、1票の価値が重要視されるようになると4ヶ月ぶりに登院し、反対票を投じた。06年12月、翌年夏の参院選に出馬しないことを表明し、34年間の議員生活を終えた。

### 政界引退後
2009年11月13日、呼吸不全のため東京都港区の東京慈恵会医科大学附属病院で死去した。86歳没。墓所は鎌倉霊園。

## 選挙歴
| 当落                        | 選挙                     | 施行日        | 選挙区       | 政党                   | 得票数    | 得票率 | 得票順位 /候補者数 | 比例区 | 比例順位 /候補者数 |
| --------------------------- | ------------------------ | ------------- | ------------ | ---------------------- | --------- | ------ | ------------------ | ------ | ------------------ |
| 当                          | 第9回参議院議員通常選挙  | 1971年6月27日 | 全国区       | 日本社会党             | 1,921,641 |        | 1/106              | -      | -                  |
| 当                          | 第11回参議院議員通常選挙 | 1977年7月10日 | 全国区       | 日本社会党             | 1,587,262 |        | 1/102              | -      | -                  |
| 当                          | 第13回参議院議員通常選挙 | 1983年6月26日 | 比例区       | 新自由クラブ・民主連合 |           |        |                    | 第1位  | -                  |
| 当                          | 第15回参議院議員通常選挙 | 1989年7月23日 | 東京都選挙区 | 無所属                 | 1,164,511 | 22.7   | 1/43               | -      | -                  |
| 当                          | 第17回参議院議員通常選挙 | 1995年7月23日 | 東京都選挙区 | 平和・市民             | 435,773   | 11.4   | 4/72               | -      | -                  |
| 繰当                        | 第19回参議院議員通常選挙 | 2001年7月29日 | 比例区       | 社会民主党             | 134,934   | 10.1   | 4/10               | -      | -                  |
| 当選回数6回 （参議院議員6） |                          |               |              |                        |           |        |                    |        |                    |

## 栄典
- 2001年11月3日 - 勲一等旭日大綬章[31]
- 2009年11月13日 - 従三位

## 著書
- 『わが体験的政治論 国会からの証言』社会思想社、1974年1月。
- 『チャレンジ』毎日新聞社、1978年8月。
- 『知的グルメに捧げる本』キングセラーズ〈キングブックス 2〉、1983年1月。ISBN 978-4906190027。
- 『「非核国家宣言」の提言』田英夫事務所、1984年5月。
- 『読本 草の根核軍縮　戦争のない世界をつくるために』新時代社、1987年5月。ISBN 978-4787490339。
- 『特攻隊だった僕がいま若者に伝えたいこと』リヨン社、2002年2月。ISBN 978-4576020471。
- 『特攻隊と憲法九条 戦争はいつのまにか見えないかたちでやってくる』リヨン社〈かに心書〉、2007年7月。ISBN 978-4576071329。

### 共著
- 田英夫、岩附茂『こちら現場 田英夫の国会・緊急発信』神保印刷出版社、1990年9月。ISBN 978-4915757006。

### 注
1. ↑  開始1か月は共同通信社から出向扱い。上記のとおり同11月から正式にTBSに移籍。